# Vermelho Novo (ort)
Vermelho Novo är en ort i Brasilien.   Den ligger i kommunen Vermelho Novo och delstaten Minas Gerais, i den sydöstra delen av landet, 800 km sydost om huvudstaden Brasília. Vermelho Novo ligger 579 meter över havet och antalet invånare är 4 689.
Terrängen runt Vermelho Novo är kuperad söderut, men norrut är den platt. Runt Vermelho Novo är det ganska glesbefolkat, med 40 invånare per kvadratkilometer.. Närmaste större samhälle är Santa Bárbara do Leste, 14,8 km öster om Vermelho Novo.
Omgivningarna runt Vermelho Novo är huvudsakligen savann.